# Valdidentro
Valdidentro (Val de Dint in dialetto locale) è un comune italiano sparso di 4 153 abitanti della provincia di Sondrio in Lombardia, facente parte della Comunità Montana Alta Valtellina.

## Geografia

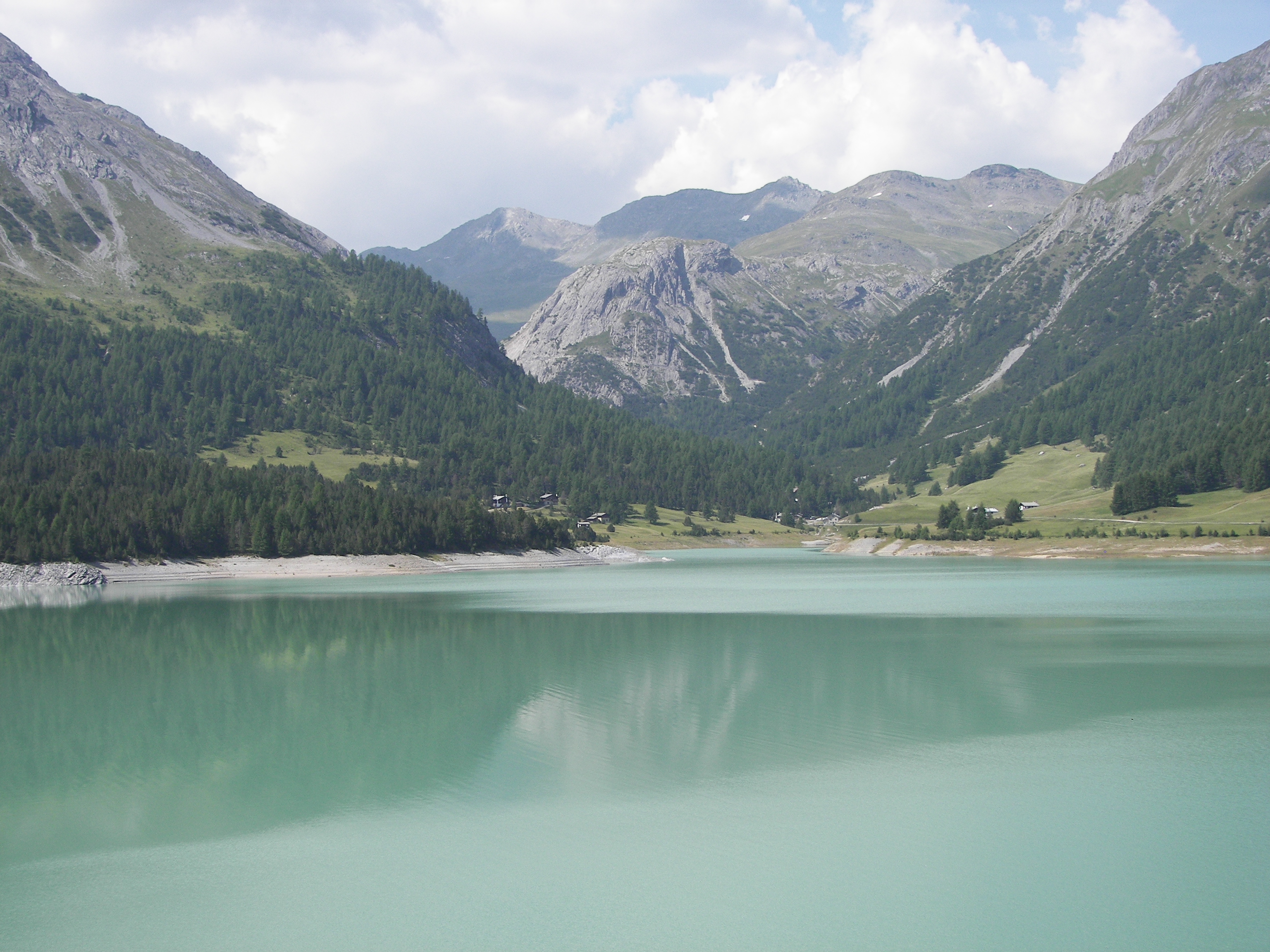
Il lago di San Giacomo

La Valdidentro, bagnata dal torrente Viola Bormina, si apre a ovest di Bormio e si divide, dopo Semogo, in due rami: la Val Viola e la valle Foscagno che porta al passo omonimo dal quale si raggiunge Livigno.
Il comune, il secondo più esteso dell'intera Regione Lombardia (dopo Livigno), è diviso in frazioni: Premadio, Pedenosso, Isolaccia, Semogo, San Carlo e comprende anche due valli di interesse turistico: Valle di Fraele e la Val Viola. Valdidentro è raggiungibile percorrendo la Strada statale 301 del Foscagno che da Livigno porta a Bormio.

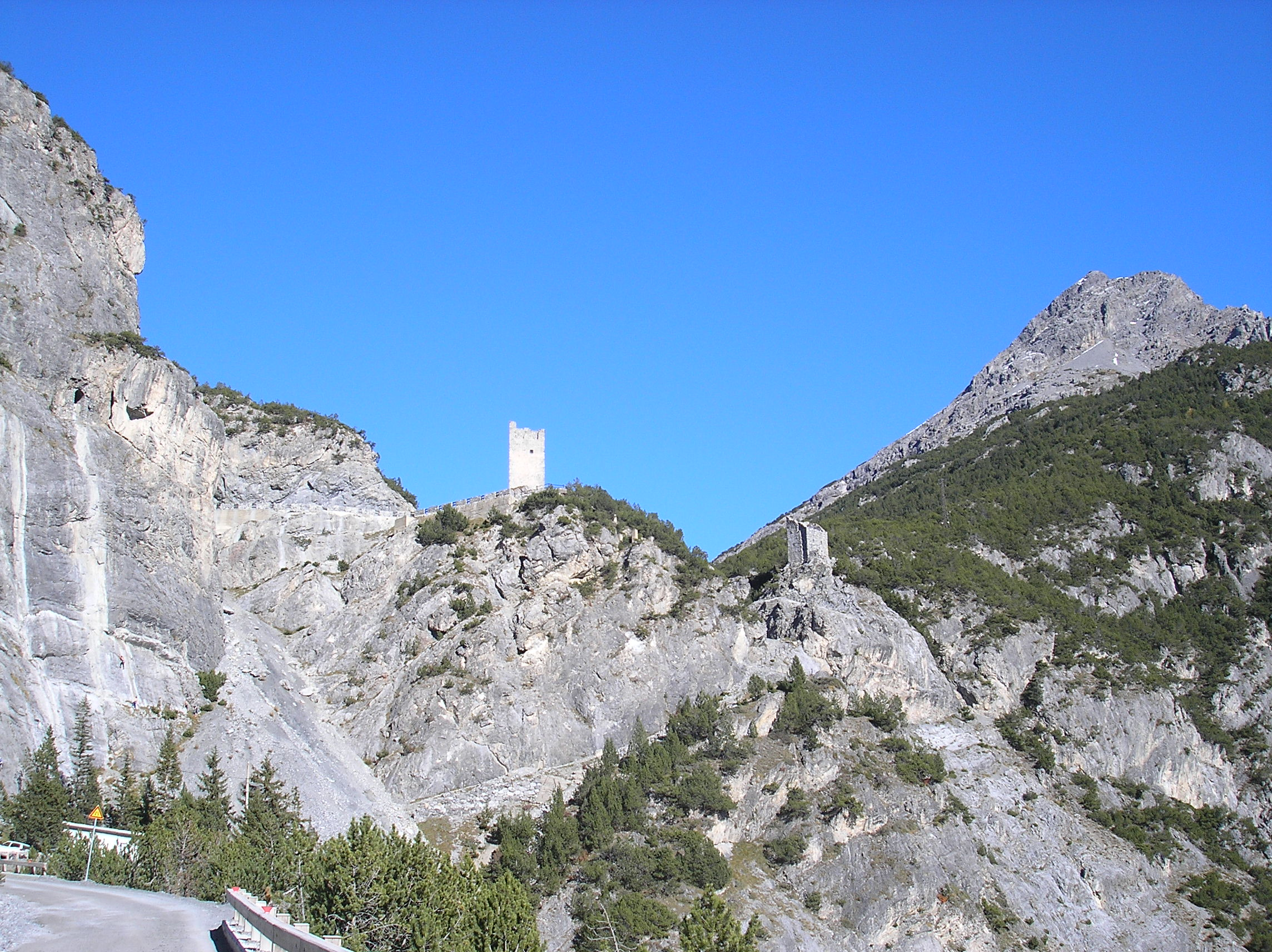
Le famose Torri di Fraele

## Storia
Abitata sin dall'anno mille la Valdidentro si trova tra il sud e il nord delle Alpi. Il paese in origine si è sviluppato grazie all'economia agricolo-pastorale ed ai commerci che transitavano tra il Ducato di Milano e la Repubblica di Venezia con l'Impero tedesco.
Numerosi sono i reperti storici che testimoniano il passato di questa area geografica: la chiesa di Pedenosso che sorge sulla roccia come segno di fortificazione, la chiesa San Gallo nella frazione Premadio e le Torri di Fraele che segnano il confine tra la Valdidentro e la Val San Giacomo. Esse sono due e sono poste tra il Monte delle Scale (2521 m s.l.m.) a est e la Cima Plator (2910 m s.l.m.) a ovest. Sino alla prima guerra mondiale, vi erano intorno a esse trincee che sono in parte ancora visibili, in particolare lungo il sentiero che porta al picco della croce sul Monte Scale.

### Nascita e sviluppo del comune
In base alla compartimentazione territoriale del regno lombardo-veneto era prevista l'attivazione dei distinti comuni di Isolaccia e Semogo, e di Premaglio con Pedenosso e Fraele. Il deputato di Valtellina conte Guicciardi ne propose l'accorpamento entro gli antichi e naturali confini della vicinanza di Valdidentro; anche l'imperial regia delegazione provinciale, richiamando l'antica suddivisione del contado di Bormio, propose la costituzione di un comune unitario, con la denominazione di Valle di dentro, formato dai territori di Isolaccia, Pedenosso, Molina, Semogo, Premadio, Torripiano. Successivamente all'attivazione dei comuni della provincia di Sondrio, con dispaccio governativo n. 20548/2397 del 1816, i territori di Isolaccia con Semogo e San Carlo, Premaglio con Pedenosso e Fraele furono compresi in un unico comune con la denominazione di Valle di dentro, inserito nel distretto VI di Bormio. La variazione al compartimento del 1816 introdotta dalla delegazione provinciale venne abilitata con decreto governativo 1817 febbraio 7 n. 3545/123. Valle di dentro, formata dai comuni con consiglio di 1) Isolaccia con Semogo e San Carlo, 2) Premaglio con Pedenosso e Fraele fu confermata nel distretto VI di Bormio in forza del successivo compartimento territoriale delle province lombarde. Nel 1853, Valle di dentro con le frazioni Isolaccia con Semogo, San Carlo e bagni termali, Premaglio con Pedenosso e Fraele, comune con consiglio senza ufficio proprio e con una popolazione di 1.391 abitanti, fu inserito nel distretto V di Bormio.
In seguito all'unione temporanea delle province lombarde al regno di Sardegna, in base al compartimento territoriale stabilito con la legge 23 ottobre 1859, il comune di Valdidentro con 1.406 abitanti, retto da un consiglio di quindici membri e da una giunta di due membri, fu incluso nel mandamento II di Bormio, circondario unico di Sondrio, provincia di Sondrio. Alla costituzione nel 1861 del Regno d'Italia, il comune aveva una popolazione residente di 1.448 abitanti (Censimento 1861). In base alla legge sull'ordinamento comunale del 1865 il comune veniva amministrato da un sindaco, da una giunta e da un consiglio. Nel 1867 il comune risultava incluso nello stesso mandamento, circondario e provincia. Popolazione residente nel comune: abitanti 1.536 (Censimento 1871); abitanti 1.761 (Censimento 1881); abitanti 1.896 (Censimento 1901); abitanti 1.996 (Censimento 1911); abitanti 1.992 (Censimento 1921). Nel 1924 il comune risultava incluso nel circondario unico di Sondrio della provincia di Sondrio. In seguito alla riforma dell'ordinamento comunale disposta nel 1926 il comune veniva amministrato da un podestà. Popolazione residente nel comune: abitanti 2.378 (Censimento 1931); abitanti 2.295 (Censimento 1936). In seguito alla riforma dell'ordinamento comunale disposta nel 1946 il comune di Valdidentro veniva amministrato da un sindaco, da una giunta e da un consiglio. Popolazione residente nel comune: abitanti 2.789 (Censimento 1951); abitanti 3.085 (Censimento 1961); abitanti 3.365 (Censimento 1971). Nel 1971 il comune di Valdidentro aveva una superficie di ettari 24.441.

### Simboli
Lo stemma comunale e il gonfalone sono stati concessi con decreto del presidente della Repubblica del 26 aprile 1983.
Vi sono raffigurate le torri di Fraele e la chiesa di San Gallo.

## Società

### Evoluzione demografica
Abitanti censiti

## Economia

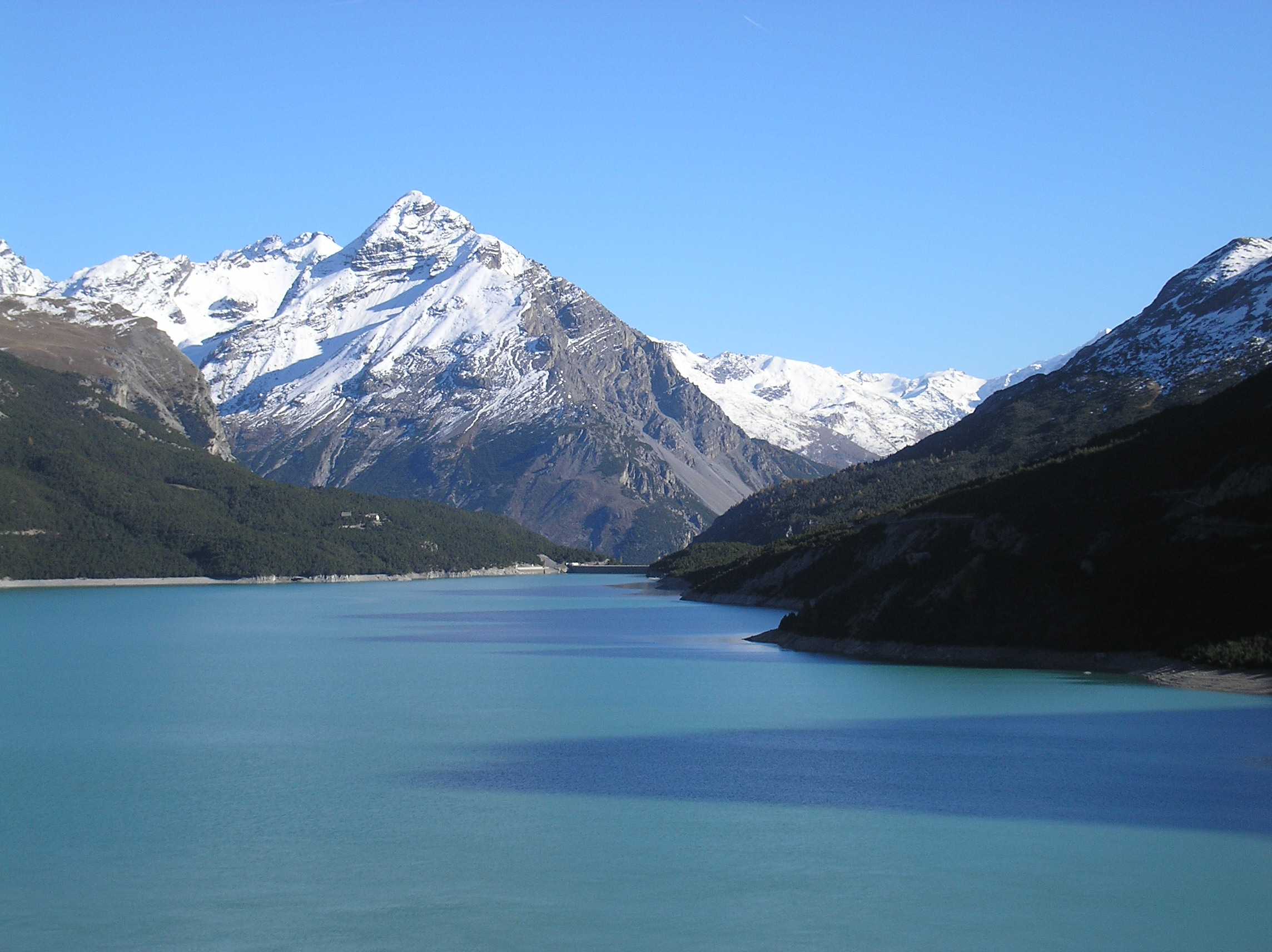
Laghi di Cancano

Valdidentro è una località turistica termale: le acque termali che sgorgano fra i 35° ed i 40° da diverse sorgenti nella parete del Monte Reit sono utilizzate per bagni, fangature, bibite diuretiche, cure inalatorie, massaggi. Sono inoltre indicate nel trattare le affezioni cutanee causate da agenti microbici e micotici e quelle delle vie aeree. Per usufruire di queste occorre recarsi nelle località Bagni Vecchi e Bagni Nuovi vicino alla frazione Premadio.

## Amministrazione
Elenco dei sindaci del comune di Valdidentro dal 1946 ad oggi:
- 1946 - 1951: Gervasio Sosio
- 1951 - 1956: Gervasio Viviani
- 1956 - 1961: Italo Bellotti
- 1961 - 1964: Italo Bellotti
- 1964 - 1965: Luigi Ricci commissario prefettizio
- 1965 - 1970: Italo Bellotti
- 1970 - 1975: Severino Franceschina
- 1975 - 1980: Alberto Pienzi
- 1980 - 1985: Alberto Pienzi
- 1985 - 1990: Alberto Pienzi
- 1992: Romana Festorazzi commissario prefettizio
- 1992 - 1997: Silvio Baroni
- 1997 - 2002: Ezio Trabucchi
- 2002 - 2007: Ezio Trabucchi
- 2007 - 2012: Aldo Martinelli
- 2012 - 2017: Ezio Trabucchi
- 2017 - : Massimiliano Trabucchi

## Sport
Nel comune si trovano impianti di risalita e lo Stadio del fondo Azzurri d'Italia per la pratica dello sci di fondo e del biathlon, nelle frazioni di Isolaccia e Pedenosso.